# Mahmud (nom)
Mahmud és un nom masculí àrab (àrab: محمود, Maḥmūd) que literalment significa ‘lloat’, ‘digne d'elogi’, ‘lloable’, ‘encomiable’, ‘digne d'agraïment’. Si bé Mahmud és la transcripció normativa en català del nom en àrab clàssic, també se'l pot trobar transcrit Mahmoud, Mehmoud, Mahmood, Mahmut. Com que Mahmud és un dels noms del profeta Muhàmmad, aquest nom també el duen molts musulmans no arabòfons que l'han adaptat a les característiques fòniques i gràfiques de la seva llengua: albanès: Mahmut; en bengalí: মাহমুদ; bosnià: Mahmut; hindi: महमूद; kurd: Mahmûd; en malai: Mahmud; turc: Mahmut; en turcman: Mahmyt; uzbek: Maxmud.
Vegeu aquí personatges i llocs que duen aquest nom.